# Franco Ricciardi
Franco Ricciardi, nom de scène de Francesco Liccardo, est un chanteur et musicien italien né le 6 octobre 1966 à Naples.

## Biographie
Né à Naples, Ricciardi grandit entre le quartier de Miano et Scampia,. Il commence sa carrière musicale en 1986 avec l'album Nuova Voce…Nuovo Stile…Nuove Avventure. Il collabore au cours de sa carrière avec des artistes napolitains comme 99 Posse, Clementino, Rocco Hunt ou encore le milanais Gué Pequeno,.
Dans les années 2010, il remporte de nombreux prix cinématographiques pour ses musiques originales. Il participe, entre autres, à la bande originale de la série à succès Gomorra,. En 2019, il joue dans la pièce de théâtre Mamma Napoli Mood au Teatro Sancarluccio de Naples.
En 2020, il est le protagoniste du documentaire de Romano Montesarchio qui retrace les trente ans de carrière de l'artiste,,. Fin 2021, il est opéré des cordes vocales.

## Discographie

### Albums studio
- 1986 - Nuova voce...Nuovo stile...Nuove avventure
- 1988 - Le mie nuove avventure
- 1989 - Un salto nell'amore
- 1990 - Comunque...
- 1991 - La mia musica
- 1993 - Un ragazzo di via Marche
- 1994 - Primo lato A
- 1995 - Fuoco
- 1996 - Gesù o Barabba
- 1997 - Cuore nero
- 1999 - Animoscopia
- 2001 - Casa mia
- 2003 - Il sole di domani
- 2005 - Play & Rec
- 2008 - Tempo
- 2011 - Zoom
- 2013 - Autobus
- 2014 - Figli e figliastri
- 2017 - Blu

### Albums en public
- 2000 - Franco Ricciardi Live
- 2009 - 86/09 Live

### Prix décernés
- David di Donatello :
  - 59e cérémonie en 2014 : Meilleure chanson originale pour A verità, musique de Francesco Liccardo, Rosario Castagnola, texte de Francesco Liccardo, Sarah Tartuffo, Nelson, dans le film Song'e Napule de Marco et Antonio Manetti[9] ;
  - 63e cérémonie en 2018 : Meilleure chanson originale pour Bang Bang musica de Pivio et Aldo De Scalzi, texte de Nelson, interpretée par Rossi, Franco Ricciardi et Giampaolo Morelli, dans le film Ammore e malavita.
- Globes d'or en 2014 : Meilleure musique pour le film Song'e Napule de Marco et Antonio Manetti sur une chanson de Pivio et Aldo De Scalzi[10].